# David Doak
David Doak est un concepteur de jeux vidéo nord-irlandais.

## Biographie
Originaire de Belfast,, il s'installe ensuite en Angleterre, où il étudie la biochimie à l'Université d'Oxford et travaille comme chercheur scientifique.
Doak commence sa carrière dans le jeu vidéo chez Rare, où il fournit un support réseau pour Donkey Kong Country 3: Dixie Kong's Double Trouble! et contribue au développement des jeux acclamés GoldenEye 007 et Perfect Dark sur Nintendo 64. Son visage et son nom sont utilisés pour un personnage non-jouable dans GoldenEye 007, un scientifique nommé Dr. Doak. Plusieurs gardes du jeu portent également ses traits.
Doak et le compositeur de jeux vidéo Graeme Norgate quittent Rare en 1998 pour fonder Free Radical Design. Il y travaille sur la série TimeSplitters ainsi que sur deux autres jeux, Haze et Second Sight.
Il quitte Free Radical - rebaptisé depuis Dambuster Studios - en 2009 et crée son propre studio basé à Nottingham, Zinkyzonk, destiné à développer des jeux pour Facebook. La société succède à son ancien studio Pumpkin Beach, alors disparu. Zinkyzonk sort son premier jeu, Gangsta Zombies, le 11 juillet 2010 en partenariat avec Jolt Online Gaming. Le studio ferme ses portes en avril 2013.
Depuis 2016, Doak enseigne à la Norwich University of the Arts.
Le 19 mai 2021, Deep Silver annonce la refondation de Free Radical Design avec David Doak et Steve Ellis à sa tête pour développer un nouveau TimeSplitters. Le 11 décembre 2023, le studio reformé ferme définitivement, entraînant l'annulation du projet.